# Lapidoconides
Lapidoconides là một chi bọ cánh cứng trong họ 
Elateridae.
Chi này được miêu tả khoa học năm 1980 bởi Dolin in Dolin, Panfilov, Ponomarenko & Pritykina.

## Các loài
Các loài trong chi này gồm:
- Lapidoconides brevis Dolin in Dolin, Panfilov, Ponomarenko & Pritykina, 1980
- Lapidoconides excellens Dolin in Dolin, Panfilov, Ponomarenko & Pritykina, 1980